# I liga argentyńska w piłce nożnej (1949)
Mistrzem Argentyny w roku 1949 został klub Racing Club de Avellaneda, a wicemistrzem Argentyny klub River Plate.
Do drugiej ligi spadł ostatni w tabeli klub Club Atlético Lanús. Na jego miejsce awansował z drugiej ligi klub Quilmes Athletic Buenos Aires.

## Primera División

### Kolejka 1
| Data             | Mecz |
| ---------------- | --- |
| 24 kwietnia 1949 | Atlanta Buenos Aires – CA Vélez Sarsfield 0:1 Emilio Espinoza                                                    |
| 24 kwietnia 1949 | CA Banfield – Racing Club de Avellaneda 2:2 Juan J. Pizzuti k, Miguel A. Converti - Manuel Ameal, Mauricio Fuchs |
| 24 kwietnia 1949 | Boca Juniors – Independiente 0:2 Juan A. Rupar s, Alfredo Ledesma k                                              |
| 24 kwietnia 1949 | Estudiantes La Plata – River Plate 2:2 Ricardo Infante, Ezequiel Reynoso - Eliseo Prado, Ángel Labruna           |
| 24 kwietnia 1949 | Ferro Carril Oeste – Chacarita Juniors 2:1 Joel Gauna, Juan A. Baum - Yaco Danón                                 |
| 24 kwietnia 1949 | CA Platense – Gimnasia y Esgrima La Plata 1:1 Enrique Hoffman - Mario Rolland                                    |
| 24 kwietnia 1949 | Rosario Central – Newell’s Old Boys 2:3 Luis Bravo (2) - Juan A. Benavídez (2), Raúl Contini                     |
| 24 kwietnia 1949 | San Lorenzo de Almagro – Club Atlético Lanús 2:2 Pedro Sará (2) - Andrés Sechi (2)                               |
| 24 kwietnia 1949 | CA Tigre – CA Huracán 1:2 Cándido González k - Roberto Marino, Omar Muraco                                       |

### Kolejka 2
| Data        | Mecz |
| ----------- | --- |
| 7 maja 1949 | Newell’s Old Boys – Estudiantes La Plata 0:1 Ezequiel Reynoso |
| 8 maja 1949 | Boca Juniors – CA Tigre 1:2 Martín Contreras - Roque Olsen, Juan C. Agotegaray                                                                                              |
| 8 maja 1949 | Chacarita Juniors – CA Platense 1:2 Humberto De Luca - Luis Estrella, Vicente Sayago                                                                                        |
| 8 maja 1949 | Gimnasia y Esgrima La Plata – Rosario Central 1:3 Joaquín Martínez k - Antonio Vilariño, Benjamín Santos, Luis Bravo                                                        |
| 8 maja 1949 | Independiente – San Lorenzo de Almagro 3:3 Mario Fernández (3, 1k) - José D. Martorelli (2), Gabriel Uñate                                                                  |
| 8 maja 1949 | Club Atlético Lanús – Ferro Carril Oeste 2:2 Casimiro Ávalos, Luis Quevedo s - Alberto Prats, José A. Carbone                                                               |
| 8 maja 1949 | Racing Club de Avellaneda – CA Huracán 4:2 Llamil Simes (4) - Omar Muraco (2) mecz rozegrany został na stadionie klubu San Lorenzo de Almagro                               |
| 8 maja 1949 | River Plate – Atlanta Buenos Aires 7:0 Ángel Labruna (3), Roberto Coll, Félix Loustau, Alfredo Di Stéfano, Hugo Reyes                                                       |
| 8 maja 1949 | CA Vélez Sarsfield – CA Banfield 2:4 Isaac Scliar k, Alfredo Bermúdez - Nicolás Moreno (2), Juan J. Pizzuti (2) mecz rozegrany został na stadionie klubu Ferro Carril Oeste |

### Kolejka 3
| Data         | Mecz |
| ------------ | --- |
| 15 maja 1949 | Atlanta Buenos Aires – Newell’s Old Boys 0:2 Raúl Contini k, Basilio Mardizza                                                 |
| 15 maja 1949 | CA Banfield – River Plate 2:3 Nicolas Moreno, Juan J. Pizzuti - Alfredo Di Stéfano, Roberto Coll, Félix Loustau k             |
| 15 maja 1949 | Estudiantes La Plata – Gimnasia y Esgrima La Plata 1:1 Ricardo Infante - Joaquín Martínez                                     |
| 15 maja 1949 | Ferro Carril Oeste – Independiente 2:3 José A. Carbone, Raúl Barrionuevo - Mario Fernández, Camilo Cervino, Osvaldo Bianco    |
| 15 maja 1949 | CA Huracán – CA Vélez Sarsfield 1:2 Omar Muraco - Ángel Allegri (2)                                                           |
| 15 maja 1949 | CA Platense – Club Atlético Lanús 3:2 Antonio Báez (2), Francisco Rodríguez - Nicolás Daponte (2)                             |
| 15 maja 1949 | Rosario Central – Chacarita Juniors 1:3 Benjamín Santos - Marcos Busico, Humberto De Luca (2)                                 |
| 15 maja 1949 | San Lorenzo de Almagro – Boca Juniors 4:1 Roberto Resquín, Pedro Sará, Adolfo Seoane, José D. Martorelli - Federico Geronis k |
| 15 maja 1949 | CA Tigre – Racing Club de Avellaneda 3:3 Luis Cesáreo (2), Roque Olsen - Rubén Bravo, Juan S. Oroz, Higinio García            |

### Kolejka 4
| Data         | Mecz |
| ------------ | --- |
| 22 maja 1949 | Boca Juniors – Ferro Carril Oeste 2:2 Pedro Grima, Mario Boyé - Joel Gauna, Alberto Prats                                               |
| 22 maja 1949 | Chacarita Juniors – Estudiantes La Plata 3:0 Marcos Busico, Francisco Campana, Enrique Pessarini                                        |
| 22 maja 1949 | Gimnasia y Esgrima La Plata – Atlanta Buenos Aires 3:4 Joaquín Martínez, Fernando Walter (2) - Gregorio Pin (2), Francisco Antuña (2)   |
| 22 maja 1949 | Independiente – CA Platense 2:0 Camilo Cervino, Mario Fernández                                                                         |
| 22 maja 1949 | Club Atlético Lanús – Rosario Central 2:2 Nicolás Daponte (2) - Benjamín Santos, Osvaldo Pérez                                          |
| 22 maja 1949 | Newell’s Old Boys – CA Banfield 3:3 Raúl Contini, Norberto Toledo, Juan A. Benavídez - Nicolás Moreno, Gustavo Albella, Juan J. Pizzuti |
| 22 maja 1949 | River Plate – CA Huracán 3:0 Alfredo Di Stéfano, Ángel De Cicco, Ángel Labruna                                                          |
| 22 maja 1949 | San Lorenzo de Almagro – CA Tigre 4:0 Adolfo Seoane, Eduardo Reggi (2), José D. Martorelli k                                            |
| 22 maja 1949 | CA Vélez Sarsfield – Racing Club de Avellaneda 0:1 Ezra Sued mecz rozegrany został na stadionie klubu Ferro Carril Oeste                |

### Kolejka 5
| Data         | Mecz |
| ------------ | --- |
| 29 maja 1949 | Atlanta Buenos Aires – Chacarita Juniors 2:0 Francisco Antuña, Arturo Buján                                                                              |
| 29 maja 1949 | CA Banfield – Gimnasia y Esgrima La Plata 2:1 Adolfo Hernández (2) - Ruperto Camacho                                                                     |
| 29 maja 1949 | Estudiantes La Plata – Club Atlético Lanús 3:1 José Barreiro (2), Manuel Pelegrina k - Néstor Barrera                                                    |
| 29 maja 1949 | Ferro Carril Oeste – San Lorenzo de Almagro 1:2 Joel Gauna - Adolfo Seoane, José D. Martorelli k                                                         |
| 29 maja 1949 | CA Huracán – Newell’s Old Boys 7:2 Roberto Marino (2), Omar Muracco (2), José Vigo, José Lanza, Enrique Cerioni - Roberto Montalbetti, José A. Benavídez |
| 29 maja 1949 | CA Platense – Boca Juniors 1:0 Francisco Rodríguez |
| 29 maja 1949 | Racing Club de Avellaneda – River Plate 0:3 Ramón Moyano, Emilio Fizel (2) mecz rozegrany został na stadionie klubu Boca Juniors                         |
| 29 maja 1949 | Rosario Central – Independiente 2:1 Luis Bravo, Antonio Vilariño - Norberto Pairoux                                                                      |
| 29 maja 1949 | CA Tigre – CA Vélez Sarsfield 0:2 Eduardo Heisecke, Pablo Mallegni                                                                                       |

### Kolejka 6
| Data           | Mecz |
| -------------- | --- |
| 5 czerwca 1949 | Boca Juniors – Rosario Central 2:0 Emilio Espinoza, Eduardo Ricagni                                                                                         |
| 5 czerwca 1949 | Chacarita Juniors – CA Banfield 7:3 Francisco Campana, Humberto De Luca (3), G. Neri Soto (2), Enrique Pessarini - Gustavo Albella, Juan J. Pizzuti (2, 2k) |
| 5 czerwca 1949 | Ferro Carril Oeste – CA Tigre 1:4 Juan A. Baum - Héctor Ingunza (3), Roque Olsen                                                                            |
| 5 czerwca 1949 | Gimnasia y Esgrima La Plata – CA Huracán 2:1 Héctor Uzal s, Pío Corcuera - José Vigo                                                                        |
| 5 czerwca 1949 | Independiente – Estudiantes La Plata 3:3 Jorge Francini, Camilo Cervino, Mario Fernández - Manuel Pelegrina, José Barreiro, Ricardo Infante                 |
| 5 czerwca 1949 | Club Atlético Lanús – Atlanta Buenos Aires 1:4 Roberto González k - Alfredo Runzer (3, 2k), Francisco Antuña                                                |
| 5 czerwca 1949 | Newell’s Old Boys – Racing Club de Avellaneda 3:3 Marcelo Ortigüela, Raúl Contini (2, 1k) - Juan C. Salvini, Rubén Bravo, Norberto Méndez                   |
| 5 czerwca 1949 | River Plate – CA Vélez Sarsfield 1:0 Ángel De Cicco |
| 5 czerwca 1949 | San Lorenzo de Almagro – CA Platense 1:2 Roberto Resquín - Santiago Vernazza k, Antonio Báez                                                                |

### Kolejka 7
| Data            | Mecz |
| --------------- | --- |
| 12 czerwca 1949 | Atlanta Buenos Aires – Independiente 1:0 Alfredo Runzer |
| 12 czerwca 1949 | CA Banfield – Club Atlético Lanús 5:2 Miguel A. Converti, Juan J. Pizzuti, Gustavo Albella (2), Nicolás Moreno - Oscar Contreras, Carlos Lacasia                |
| 12 czerwca 1949 | Estudiantes La Plata – Boca Juniors 4:2 Manuel Pelegrina, Ezequiel Reynoso, Antonio Giosa (2) - Isaac Scliar (2)                                                |
| 12 czerwca 1949 | CA Huracán – Chacarita Juniors 1:2 José Vigo - Humberto De Luca (2)                                                                                             |
| 12 czerwca 1949 | CA Platense – Ferro Carril Oeste 3:3 Antonio Báez (2), Santiago Vernazza k - Raimundo Sandoval s, Juan A. Baum (2)                                              |
| 12 czerwca 1949 | Racing Club de Avellaneda – Gimnasia y Esgrima La Plata 2:1 Rubén Bravo k, Juan C. Salvini - Pío Corcuera mecz rozegrany został na stadionie klubu Boca Juniors |
| 12 czerwca 1949 | Rosario Central – San Lorenzo de Almagro 5:1 Antonio Vilariño (2), Benjamín Santos (2), Osvaldo Pérez - José D. Martorelli                                      |
| 12 czerwca 1949 | CA Tigre – River Plate 0:0 |
| 12 czerwca 1949 | CA Vélez Sarsfield – Newell’s Old Boys 1:1 Juan J. Ferraro - Roberto Montalbetti mecz rozegrany został na stadionie klubu Ferro Carril Oeste                    |

### Kolejka 8
| Data            | Mecz |
| --------------- | --- |
| 19 czerwca 1949 | Boca Juniors – Atlanta Buenos Aires 6:1 Herminio González, Rafael Sánchez, Emilio Espinoza (2), Isaac Scliar (2, 1k) - Gregorio Pin                       |
| 19 czerwca 1949 | Chacarita Juniors – Racing Club de Avellaneda 3:2 Francisco Campana, Federico Pizarro k, Enrique Pessarini - Rubén Bravo k, Norberto Méndez               |
| 19 czerwca 1949 | Ferro Carril Oeste – Rosario Central 5:2 Joel Gauna (2), Alberto Piovano, Raúl Barrionuevo, Juan A. Baum - Antonio Vilariño, Alberto De Zorzi             |
| 19 czerwca 1949 | Gimnasia y Esgrima La Plata – CA Vélez Sarsfield 3:0 Ruperto Camacho, Pío Corcuera, Fernando Walter                                                       |
| 19 czerwca 1949 | Independiente – CA Banfield 5:5 Mario Fernández k, Camilo Cervino (2), Vicente de la Mata (2) - Gustavo Albella (2), Juan J. Pizzuti, Ernesto Álvarez (2) |
| 19 czerwca 1949 | Club Atlético Lanús – CA Huracán 1:0 Nicolás Daponte |
| 19 czerwca 1949 | Newell’s Old Boys – River Plate 3:3 Marcelo Ortigüela, Juan A. Benavídez, Raúl Contini k - Félix Loustau, Alfredo Di Stéfano, Ángel Labruna               |
| 19 czerwca 1949 | CA Platense – CA Tigre 1:1 Santiago Vernazza - Héctor Ingunza                                                                                             |
| 19 czerwca 1949 | San Lorenzo de Almagro – Estudiantes La Plata 2:4 José D. Martorelli, Gabriel Uñate - Manuel Pelegrina (2, 1k), Ricardo Infante, Ezequiel Reynoso         |

### Kolejka 9
| Data            | Mecz |
| --------------- | --- |
| 26 czerwca 1949 | Atlanta Buenos Aires – San Lorenzo de Almagro 2:1 Arturo Buján, Francisco Antuña - Carlos Gambina                                                                                         |
| 26 czerwca 1949 | CA Banfield – Boca Juniors 1:1 Juan J. Pizzuti - Isaac Scliar |
| 26 czerwca 1949 | Estudiantes La Plata – Ferro Carril Oeste 1:1 Ricardo Infante - Raúl Barrionuevo |
| 26 czerwca 1949 | CA Huracán – Independiente 2:4 Miguel A. Di Pace (2) - Vicente de la Mata, Juan M. Romay, Mario Fernández (2, 1k)                                                                         |
| 26 czerwca 1949 | Racing Club de Avellaneda – Club Atlético Lanús Donato Hernández, Julio Gagliardo (2), Rubén Bravo, Llamil Simes (2) - Tomás Pedaci mecz rozegrany został na stadionie klubu Boca Juniors |
| 26 czerwca 1949 | River Plate – Gimnasia y Esgrima La Plata 4:0 Alfredo Di Stéfano (2), Néstor Rossi, Félix Loustau                                                                                         |
| 26 czerwca 1949 | Rosario Central – CA Platense 1:3 Osvaldo Pérez - Santiago Vernazza, Federico Geronis, Manuel Giúdice                                                                                     |
| 26 czerwca 1949 | CA Tigre – Newell’s Old Boys 0:1 Ricardo Della Pena |
| 26 czerwca 1949 | CA Vélez Sarsfield – Chacarita Juniors 2:0 Manuel Barbeito, Eduardo Heisecke mecz rozegrany został na stadionie klubu Ferro Carril Oeste                                                  |

### Kolejka 10
| Data         | Mecz |
| ------------ | --- |
| 3 lipca 1949 | Boca Juniors – CA Huracán 2:2 Emilio Espinoza, Isaac Scliar - José Vigo, Trejo                                                         |
| 3 lipca 1949 | Chacarita Juniors – River Plate 3:1 Enrique Pessarini, Humberto De Luca, Francisco Campana - Hugo Reyes                                |
| 3 lipca 1949 | Ferro Carril Oeste – Atlanta Buenos Aires 1:0 Rafael López                                                                             |
| 3 lipca 1949 | Gimnasia y Esgrima La Plata – Newell’s Old Boys 0:0                                                                                    |
| 3 lipca 1949 | Independiente – Racing Club de Avellaneda 2:5 Juan M. Romay (2) - Julio Gagliardo, Llamil Simes, Donato Hernández (2), Norberto Méndez |
| 3 lipca 1949 | Club Atlético Lanús – CA Vélez Sarsfield 1:3 Néstor Barrera - Alfredo Bermúdez (2), Eduardo Heisecke                                   |
| 3 lipca 1949 | CA Platense – Estudiantes La Plata 1:1 Antonio Báez - Manuel Pelegrina                                                                 |
| 3 lipca 1949 | Rosario Central – CA Tigre 0:1 Héctor Ingunza k                                                                                        |
| 3 lipca 1949 | San Lorenzo de Almagro – CA Banfield 3:3 Gabriel Uñate, José D. Martorelli, Oscar Silva - Nicolás Moreno (3)                           |

### Kolejka 11
| Data          | Mecz |
| ------------- | --- |
| 17 lipca 1949 | Atlanta Buenos Aires – CA Platense 0:4 Federico Geronis, Antonio Báez, Santiago Vernazza (2)                                                                                                  |
| 17 lipca 1949 | CA Banfield – Ferro Carril Oeste 2:3 Juan J. Pizzuti k, Adolfo Hernández - Raúl Barrionuevo, Alberto Piovano, Juan A. Baum                                                                    |
| 17 lipca 1949 | Estudiantes La Plata – Rosario Central 2:0 Manuel Pelegrina, Antonio Giosa |
| 17 lipca 1949 | CA Huracán – San Lorenzo de Almagro 1:1 José Lanza - Gabriel Uñate |
| 17 lipca 1949 | Newell’s Old Boys – Chacarita Juniors 3:1 Roberto Montalbetti, Elio Montaño, Raúl Contini - Francisco Campana                                                                                 |
| 17 lipca 1949 | Racing Club de Avellaneda – Boca Juniors 6:2 Llamil Simes (4), Fermín Zelaya s, Rubén Bravo - Eduardo Ricagni, Isaac Scliar k mecz rozegrany został na stadionie klubu San Lorenzo de Almagro |
| 17 lipca 1949 | River Plate – Club Atlético Lanús 2:0 Eliseo Prado, Hugo Reyes |
| 17 lipca 1949 | CA Tigre – Gimnasia y Esgrima La Plata 1:2 Juan C. Agotegaray - Pío Corcuera, Ruperto Camacho mecz rozegrany został na stadionie klubu Chacarita Juniors                                      |
| 17 lipca 1949 | CA Vélez Sarsfield – Independiente 1:1 Ángel Allegri k - Camilo Cervino mecz rozegrany został na stadionie klubu Ferro Carril Oeste                                                           |

### Kolejka 12
| Data          | Mecz |
| ------------- | --- |
| 24 lipca 1949 | Boca Juniors – CA Vélez Sarsfield 1:2 Emilio Espinoza - Juan J. Ferraro (2)                                               |
| 24 lipca 1949 | Chacarita Juniors – Gimnasia y Esgrima La Plata 3:1 Enrique Pessarini, Humberto De Luca, Francisco Campana - Juan S. Oroz |
| 24 lipca 1949 | Estudiantes La Plata – CA Tigre 1:1 Ricardo Infante - Alberto Cardona                                                     |
| 24 lipca 1949 | Ferro Carril Oeste – CA Huracán 2:2 Alberto Piovano, Osvaldo Diez - José Lanza (2)                                        |
| 24 lipca 1949 | Independiente – River Plate 2:3 Norberto Pairoux (2) - Juan J. Negri, Ángel De Cicco, Alfredo Di Stéfano                  |
| 24 lipca 1949 | Club Atlético Lanús – Newell’s Old Boys 2:1 Víctor Camaño, José V. Ayala - Elio Montaño                                   |
| 24 lipca 1949 | CA Platense – CA Banfield 3:2 Federico Geronis, Antonio Báez, Santiago Vernazza k - Juan J. Pizzuti k, Nicolás Moreno     |
| 24 lipca 1949 | Rosario Central – Atlanta Buenos Aires 1:4 Juan Portaluppi - Gregorio Pin, Alfredo Runzer (3)                             |
| 24 lipca 1949 | San Lorenzo de Almagro – Racing Club de Avellaneda 1:3 Gabriel Uñate - Llamil Simes, Rubén Bravo, Norberto Méndez         |

### Kolejka 13
| Data          | Mecz |
| ------------- | --- |
| 31 lipca 1949 | Atlanta Buenos Aires – Estudiantes La Plata 2:5 Alfredo Runzer (2, 1k) - Walter Garcerón, Ricardo Infante (3), José Barreiro                                 |
| 31 lipca 1949 | CA Banfield – Rosario Central 4:3 Adolfo Hernández, Juan J. Pizzuti (2, 1k), Nicolás Moreno - Antonio Gauna, Alberto De Zorzi, Antonio Vilariño              |
| 31 lipca 1949 | Gimnasia y Esgrima La Plata – Club Atlético Lanús 2:1 Oscar Chiarini k, Fernando Walter - Nicolás Daponte k                                                  |
| 31 lipca 1949 | CA Huracán – CA Platense 2:1 Juan M. Filgueiras k, José Lanza - Federico Geronis                                                                             |
| 31 lipca 1949 | Newell’s Old Boys – Independiente 4:0 Raúl Contini, Basilio Mardizza, Roberto Montalbetti (2)                                                                |
| 31 lipca 1949 | Racing Club de Avellaneda – Ferro Carril Oeste 4:0 Llamil Simes (3), Norberto Méndez mecz rozegrany został na stadionie klubu Boca Juniors                   |
| 31 lipca 1949 | River Plate – Boca Juniors 1:0 Ángel Labruna |
| 31 lipca 1949 | CA Tigre – Chacarita Juniors 0:0 |
| 31 lipca 1949 | CA Vélez Sarsfield – San Lorenzo de Almagro 2:3 Pablo Mallegni (2) - Héctor Rial (2), Mario Papa mecz rozegrany został na stadionie klubu Ferro Carril Oeste |

### Kolejka 14
| Data            | Mecz |
| --------------- | --- |
| 7 sierpnia 1949 | Atlanta Buenos Aires – CA Tigre 2:0 Pablo Rodríguez, Francisco Antuña                                     |
| 7 sierpnia 1949 | Boca Juniors – Newell’s Old Boys 1:2 Joaquín Martínez k - Raúl Contini, Basilio Mardizza                  |
| 7 sierpnia 1949 | Estudiantes La Plata – CA Banfield 1:1 Raúl Tolosa s - Néstor Guzmán s                                    |
| 7 sierpnia 1949 | Ferro Carril Oeste – CA Vélez Sarsfield 2:0 José A. Baum, Jorge Enrico                                    |
| 7 sierpnia 1949 | Independiente – Gimnasia y Esgrima La Plata 1:4 Camilo Cervino - Ruperto Camacho (2), Pío Corcuera (2)    |
| 7 sierpnia 1949 | Club Atlético Lanús – Chacarita Juniors 0:0                                                               |
| 7 sierpnia 1949 | CA Platense – Racing Club de Avellaneda 2:0 Santiago Vernazza, Antonio Báez                               |
| 7 sierpnia 1949 | Rosario Central – CA Huracán 3:1 Alberto De Zorzi, Waldino Aguirre, Restituto Brito k - Miguel A. Di Pace |
| 7 sierpnia 1949 | San Lorenzo de Almagro – River Plate 3:2 Héctor Rial, Mario Papa (2) - Alfredo Di Stéfano (2)             |

### Kolejka 15
| Data             | Mecz |
| ---------------- | --- |
| 14 sierpnia 1949 | CA Banfield – Atlanta Buenos Aires 2:0 Juan J. Pizzuti, Gustavo Albella                                                                                                 |
| 14 sierpnia 1949 | Chacarita Juniors – Independiente 2:2 Eduardo Ricagni (2) - Norberto Ferrari, Camilo Cervino                                                                            |
| 14 sierpnia 1949 | Gimnasia y Esgrima La Plata – Boca Juniors 2:1 Ruperto Camacho, Fernando Walter - Herminio González                                                                     |
| 14 sierpnia 1949 | CA Huracán – Estudiantes La Plata 5:1 Trejo (2), Miguel A. Di Pace, José Vigo, Juan M. Filgueiras k - Ricardo Infante                                                   |
| 14 sierpnia 1949 | Newell’s Old Boys – San Lorenzo de Almagro 1:1 Basilio Mardizza - Gabriel Uñate                                                                                         |
| 14 sierpnia 1949 | Racing Club de Avellaneda – Rosario Central 4:1 Llamil Simes, Rubén Bravo (2), Julio Gagliardo - Antonio Vilariño mecz rozegrany został na stadionie klubu Boca Juniors |
| 14 sierpnia 1949 | River Plate – Ferro Carril Oeste 4:0 Juan J. Negri, Félix Loustau (3, 1k)                                                                                               |
| 14 sierpnia 1949 | CA Tigre – Club Atlético Lanús 1:5 Alberto Cardona - Osvaldo Gil (2), Carlos Lacasia (2), Norberto Pairoux                                                              |
| 14 sierpnia 1949 | CA Vélez Sarsfield – CA Platense 1:2 Juan J. Ferraro - Santiago Vernazza, Federico Geronis mecz rozegrany został na stadionie klubu Ferro Carril Oeste                  |

### Kolejka 16
| Data             | Mecz |
| ---------------- | --- |
| 17 sierpnia 1949 | Atlanta Buenos Aires – CA Huracán 1:1 F. González - Juan M. Filgueiras k                                                            |
| 17 sierpnia 1949 | CA Banfield – CA Tigre 5:2 Juan J. Pizzuti, Ernesto Álvarez (2), Gustavo Albella, Mario Imbelloni - Luis Cesáreo, Cándido González  |
| 17 sierpnia 1949 | Boca Juniors – Chacarita Juniors 1:0 Emilio Espinoza                                                                                |
| 17 sierpnia 1949 | Estudiantes La Plata – Racing Club de Avellaneda 1:5 Antonio Giosa - Higinio García, Rubén Bravo, Julio Gagliardo, Llamil Simes (2) |
| 17 sierpnia 1949 | Ferro Carril Oeste – Newell’s Old Boys 3:2 José A. Baum (2), Jorge Enrico - Raúl Contini, Francisco Lombardo                        |
| 17 sierpnia 1949 | Independiente – Club Atlético Lanús 3:2 Vicente de la Mata (2), Juan S. Ferreyra - Norberto Pairoux (2, 1k)                         |
| 17 sierpnia 1949 | CA Platense – River Plate 0:0 |
| 17 sierpnia 1949 | Rosario Central – CA Vélez Sarsfield 4:0 Alejandro Mur (4)                                                                          |
| 17 sierpnia 1949 | San Lorenzo de Almagro – Gimnasia y Esgrima La Plata 2:0 José D. Martorelli (2)                                                     |

### Kolejka 17
| Data             | Mecz |
| ---------------- | --- |
| 21 sierpnia 1949 | Chacarita Juniors – San Lorenzo de Almagro 2:3 Humberto De Luca (2) - Mario Papa (2), Carlos Gambina                                     |
| 21 sierpnia 1949 | Gimnasia y Esgrima La Plata – Ferro Carril Oeste 2:2 Román Zárate (2) - Juan A. Baum, Raúl Barrionuevo                                   |
| 21 sierpnia 1949 | CA Huracán – CA Banfield 1:1 Octavio Caserio - Gustavo Albella                                                                           |
| 21 sierpnia 1949 | Club Atlético Lanús – Boca Juniors 4:3 Osvaldo Gil (2), Ramón Moyano, Carlos Lacasia - Alberto Castellani (2), Juan J. Ferraro           |
| 21 sierpnia 1949 | Newell’s Old Boys – CA Platense 1:1 Roberto Montalbetti - Francisco Rodríguez                                                            |
| 21 sierpnia 1949 | Racing Club de Avellaneda – Atlanta Buenos Aires 1:0 Rubén Bravo mecz rozegrany został na stadionie klubu Boca Juniors                   |
| 21 sierpnia 1949 | River Plate – Rosario Central 3:0 Emilio Fizel, Juan J. Negri, Félix Loustau                                                             |
| 21 sierpnia 1949 | CA Tigre – Independiente 3:1 Cándido González, Isaac Scliar (2) - Camilo Cervino                                                         |
| 21 sierpnia 1949 | CA Vélez Sarsfield – Estudiantes La Plata 0:2 Domingo Pepe, Ezequiel Reynoso mecz rozegrany został na stadionie klubu Ferro Carril Oeste |

### Kolejka 18
| Data             | Mecz |
| ---------------- | --- |
| 28 sierpnia 1949 | Chacarita Juniors – Ferro Carril Oeste 4:3 Atilio Tanzi (2), Eduardo Ricagni, G. Neri Soto - Marcelo Urueña, Joel Gauna, Alberto Bufatelli                                                    |
| 28 sierpnia 1949 | Gimnasia y Esgrima La Plata – CA Platense 2:2 Fernando Walter (2) - Francisco Rodríguez, Vicente Sayago                                                                                       |
| 28 sierpnia 1949 | CA Huracán – CA Tigre 2:2 José Lanza, Miguel A. Di Pace - Isaac Scliar (2, 1k) |
| 28 sierpnia 1949 | Club Atlético Lanús – San Lorenzo de Almagro 3:2 Ramón Moyano (2), Osvaldo Gil - Orlando González k, Eduardo Reggi                                                                            |
| 28 sierpnia 1949 | Newell’s Old Boys – Rosario Central 2:2 Juan A. Benavídez, Raúl Contini k - Antonio Vilariño, Luis Bravo                                                                                      |
| 28 sierpnia 1949 | Racing Club de Avellaneda – CA Banfield 2:1 Norberto Méndez, Donato Hernández - Juan J. Pizzuti mecz rozegrany został na stadionie klubu Boca Juniors                                         |
| 28 sierpnia 1949 | River Plate – Estudiantes La Plata 5:1 Emilio Fizel (2), Ángel Labruna (2), Juan C. Muñoz - Manuel Pelegrina k                                                                                |
| 28 sierpnia 1949 | CA Vélez Sarsfield – Atlanta Buenos Aires 3:2 Orlando Costa, Ángel Allegri k, Osvaldo Zubeldía - Alfredo Runzer, Francisco Antuña mecz rozegrany został na stadionie klubu Ferro Carril Oeste |
| 28 sierpnia 1949 | Independiente – Boca Juniors 2:3 Norberto Ferrari, Vicente de la Mata - Francisco Campana (2), Juan J. Ferraro mecz przerwany w 58 minucie przy stanie 1:1 – dokończony 14 września 1949      |

### Kolejka 19
| Data             | Mecz |
| ---------------- | --- |
| 30 sierpnia 1949 | Atlanta Buenos Aires – River Plate 1:2 Héctor Ingunza - Emilio Fizel, Juan C. Muñoz                             |
| 30 sierpnia 1949 | CA Banfield – CA Vélez Sarsfield 2:0 Nicolás Moreno, Gustavo Albella                                            |
| 30 sierpnia 1949 | Estudiantes La Plata – Newell’s Old Boys 0:0                                                                    |
| 30 sierpnia 1949 | Ferro Carril Oeste – Club Atlético Lanús 2:1 Marcelo Urueña, Jorge Enrico - Carlos Lacasia                      |
| 30 sierpnia 1949 | CA Huracán – Racing Club de Avellaneda 0:1 Llamil Simes                                                         |
| 30 sierpnia 1949 | CA Platense – Chacarita Juniors 6:0 Antonio Báez, Manuel Rodríguez, Santiago Vernazza (3, 2k), Federico Geronis |
| 30 sierpnia 1949 | Rosario Central – Gimnasia y Esgrima La Plata 4:0 Waldino Aguirre, Luis Bravo, Antonio Vilariño (2)             |
| 30 sierpnia 1949 | San Lorenzo de Almagro – Independiente 2:1 Adolfo Seoane, Mario Papa - Norberto Ferrari                         |
| 30 sierpnia 1949 | CA Tigre – Boca Juniors 2:2 Isaac Scliar, Osvaldo Bianco - Juan J. Ferraro, Marcos Busico                       |

### Kolejka 20
| Data            | Mecz |
| --------------- | --- |
| 4 września 1949 | Boca Juniors – San Lorenzo de Almagro 1:1 Marcos Busico - Oscar Silva mecz rozegrany został na stadionie klubu Huracán                              |
| 4 września 1949 | Chacarita Juniors – Rosario Central 3:1 José J. Coll, Eduardo Ricagni, Enrique Pessarini - Luis Bravo                                               |
| 4 września 1949 | Gimnasia y Esgrima La Plata – Estudiantes La Plata 1:0 Reinaldo Mourín                                                                              |
| 4 września 1949 | Independiente – Ferro Carril Oeste 1:0 Vicente de la Mata                                                                                           |
| 4 września 1949 | Club Atlético Lanús – CA Platense 2:1 Carlos Lacasia, Norberto Pairoux k - Santiago Vernazza                                                        |
| 4 września 1949 | Newell’s Old Boys – Atlanta Buenos Aires 2:0 Raúl Contini (2)                                                                                       |
| 4 września 1949 | Racing Club de Avellaneda – CA Tigre 1:1 Rubén Bravo - Alberto Cardona mecz rozegrany został na stadionie klubu Boca Juniors                        |
| 4 września 1949 | River Plate – CA Banfield 5:0 Félix Loustau, Ángel Labruna, Juan J. Negri, Emilio Fizel (2)                                                         |
| 4 września 1949 | CA Vélez Sarsfield – CA Huracán 3:1 José B. Menéndez (2), Ángel Allegri - José V. Ayala mecz rozegrany został na stadionie klubu Ferro Carril Oeste |

### Kolejka 21
| Data             | Mecz |
| ---------------- | --- |
| 11 września 1949 | Atlanta Buenos Aires – Gimnasia y Esgrima La Plata 4:2 Juan C. Carrera (2), Alfredo Runzer (2) - Fernando Walter (2)                                                            |
| 11 września 1949 | CA Banfield – Newell’s Old Boys 0:0 |
| 11 września 1949 | Estudiantes La Plata – Chacarita Juniors 0:0 |
| 11 września 1949 | Ferro Carril Oeste – Boca Juniors 1:1 Joel Gauna - Joaquín Martínez k |
| 11 września 1949 | CA Huracán – River Plate 1:1 José Vigo - Emilio Fizel |
| 11 września 1949 | CA Platense – Independiente 2:3 Federico Geronis, Manuel Rodríguez - Vicente de la Mata, Norberto Ferrari, Camilo Cervino                                                       |
| 11 września 1949 | Racing Club de Avellaneda – CA Vélez Sarsfield 4:1 Llamil Simes (2), Julio Gagliardo, Higinio García k - José B. Menéndez mecz rozegrany został na stadionie klubu Boca Juniors |
| 11 września 1949 | Rosario Central – Club Atlético Lanús 2:1 Alejandro Mur (2) - Osvaldo Gil |
| 11 września 1949 | CA Tigre – San Lorenzo de Almagro 1:2 Isaac Scliar - Orlando González k, Carlos Gambina                                                                                         |

### Kolejka 22
| Data             | Mecz |
| ---------------- | --- |
| 18 września 1949 | Boca Juniors – CA Platense 2:0 Joaquín Martínez k, Juan J. Ferraro mecz rozegrany został na stadionie klubu Huracán                                                        |
| 18 września 1949 | Chacarita Juniors – Atlanta Buenos Aires 3:1 José J. Coll, Eduardo Ricagni, G. Neri Soto - Pablo Rodríguez                                                                 |
| 18 września 1949 | Gimnasia y Esgrima La Plata – CA Banfield 4:1 Jaime Sarlanga, Juan S. Oroz, Fernando Walter (2) - Adolfo Hernández                                                         |
| 18 września 1949 | Independiente – Rosario Central 2:0 Norberto Ferrari, Benito Rivas |
| 18 września 1949 | Club Atlético Lanús – Estudiantes La Plata 3:1 Carlos Lacasia (3) - Héctor Antonio                                                                                         |
| 18 września 1949 | Newell’s Old Boys – CA Huracán 2:0 Orlando Peloso, Elio Montaño |
| 18 września 1949 | River Plate – Racing Club de Avellaneda 0:1 Julio Gagliardo |
| 18 września 1949 | San Lorenzo de Almagro – Ferro Carril Oeste 2:1 Héctor Rial, Carlos Gambina - Alberto Prats                                                                                |
| 18 września 1949 | CA Vélez Sarsfield – CA Tigre 4:2 Eduardo Heisecke (2), Osvaldo Zubeldía (2) - Osvaldo Bianco, Alberto Cardona mecz rozegrany został na stadionie klubu Ferro Carril Oeste |

### Kolejka 23
| Data             | Mecz |
| ---------------- | --- |
| 25 września 1949 | Atlanta Buenos Aires – Club Atlético Lanús 2:0 Rubén Deibe, Juan C. Carrera |
| 25 września 1949 | CA Banfield – Chacarita Juniors 2:1 Juan J. Pizzuti, Nicolás Moreno - Eduardo Ricagni |
| 25 września 1949 | Estudiantes La Plata – Independiente 1:1 José Barreiro - Camilo Cervino |
| 25 września 1949 | CA Huracán – Gimnasia y Esgrima La Plata 1:0 Juan M. Filgueiras k |
| 25 września 1949 | CA Platense – San Lorenzo de Almagro 1:1 Vicente Sayago - Héctor Rial |
| 25 września 1949 | Racing Club de Avellaneda – Newell’s Old Boys 3:1 Rubén Bravo (3) - Elio Montaño mecz rozegrany został na stadionie klubu Boca Juniors                                                                  |
| 25 września 1949 | Rosario Central – Boca Juniors 2:0 Alejandro Mur, Antonio Vilariño |
| 25 września 1949 | CA Tigre – Ferro Carril Oeste 1:0 Antonio Cardona |
| 25 września 1949 | CA Vélez Sarsfield – River Plate 5:3 Osvaldo Zubeldía (3), José B. Menéndez, Osvaldo Bottini - Ángel De Cicco, Ángel Labruna, Félix Loustau mecz rozegrany został na stadionie klubu Ferro Carril Oeste |

### Kolejka 24
| Data                | Mecz |
| ------------------- | --- |
| 2 października 1949 | Boca Juniors – Estudiantes La Plata 1:1 Joaquín Martínez k - Ricardo Infante mecz rozegrany został na stadionie klubu Huracán            |
| 2 października 1949 | Chacarita Juniors – CA Huracán 2:0 Enrique Pessarini, Humberto De Luca                                                                   |
| 2 października 1949 | Ferro Carril Oeste – CA Platense 0:1 Manuel Rodríguez                                                                                    |
| 2 października 1949 | Gimnasia y Esgrima La Plata – Racing Club de Avellaneda 1:1 Juan S. Oroz - Norberto Méndez                                               |
| 2 października 1949 | Independiente – Atlanta Buenos Aires 2:4 Norberto Ferrari, Juan A. Romay - Alfredo Runzer (2), Arturo Buján, Juan C. Carrera             |
| 2 października 1949 | Club Atlético Lanús – CA Banfield 1:1 Osvaldo Gil - Juan J. Pizzuti                                                                      |
| 2 października 1949 | Newell’s Old Boys – CA Vélez Sarsfield 0:0                                                                                               |
| 2 października 1949 | River Plate – CA Tigre 3:0 Raúl Fiori s, Emilio Fizel, Ángel Labruna                                                                     |
| 2 października 1949 | San Lorenzo de Almagro – Rosario Central 4:2 Orlando González k, Carlos Gambina, Héctor Rial, Oscar Mansilla s - Restituto Brito (2, 2k) |

### Kolejka 25
| Data                | Mecz |
| ------------------- | --- |
| 9 października 1949 | Atlanta Buenos Aires – Boca Juniors 1:0 Alfredo Runzer k |
| 9 października 1949 | CA Banfield – Independiente 3:2 Juan J. Pizzuti (2), Gustavo Albella - Juan M. Romay, Camilo Cervino                                                          |
| 9 października 1949 | Estudiantes La Plata – San Lorenzo de Almagro 2:4 Ricardo Infante, Héctor Antonio - Eduardo Reggi, Héctor Rial (2), José D. Martorelli                        |
| 9 października 1949 | CA Huracán – Club Atlético Lanús 4:1 Trejo (2), Octavio Caserio, Juan M. Filgueiras k - Oscar Contreras                                                       |
| 9 października 1949 | Racing Club de Avellaneda – Chacarita Juniors 1:2 Norberto Méndez - Humberto De Luca, Enrique Pessarini mecz rozegrany został na stadionie klubu Boca Juniors |
| 9 października 1949 | River Plate – Newell’s Old Boys 1:2 Juan J. Negri - Elio Montaño, Juan A. Benavídez                                                                           |
| 9 października 1949 | Rosario Central – Ferro Carril Oeste 4:1 Alejandro Mur, Claudio González s, Eduardo L’Episcopo, Luis Bravo - Jorge Enrico                                     |
| 9 października 1949 | CA Tigre – CA Platense 2:3 Isaac Scliar (2) - Jorge Blasetti s, Vicente Sayago, Santiago Vernazza                                                             |
| 9 października 1949 | CA Vélez Sarsfield – Gimnasia y Esgrima La Plata 2:0 Alfredo Bermúdez, Osvaldo Bottini mecz rozegrany został na stadionie klubu Ferro Carril Oeste            |

### Kolejka 26
| Data                 | Mecz |
| -------------------- | --- |
| 16 października 1949 | Boca Juniors – CA Banfield 3:1 Marcos Busico, Joaquín Martínez (2) - Juan J. Pizzuti mecz rozegrany został na stadionie klubu Huracán |
| 16 października 1949 | Chacarita Juniors – CA Vélez Sarsfield 0:1 Osvaldo Zubeldía                                                                           |
| 16 października 1949 | Ferro Carril Oeste – Estudiantes La Plata 0:0                                                                                         |
| 16 października 1949 | Gimnasia y Esgrima La Plata – River Plate 2:1 Fernando Walter, Ruperto Camacho - Emilio Fizel                                         |
| 16 października 1949 | Independiente – CA Huracán 1:0 Norberto Ferrari                                                                                       |
| 16 października 1949 | Club Atlético Lanús – Racing Club de Avellaneda 2:2 Juan C. Fonda s, Carlos Lacasia - Rubén Bravo, Julio Gagliardo                    |
| 16 października 1949 | Newell’s Old Boys – CA Tigre 5:2 Elio Montaño (3), Juan A. Benavídez (2) - Candido González (2)                                       |
| 16 października 1949 | CA Platense – Rosario Central 1:1 Federico Geronis - Alejandro Mur                                                                    |
| 16 października 1949 | San Lorenzo de Almagro – Atlanta Buenos Aires 1:0 Eduardo Reggi                                                                       |

### Kolejka 27
| Data                 | Mecz |
| -------------------- | --- |
| 23 października 1949 | Atlanta Buenos Aires – Ferro Carril Oeste 1:0 Alfredo Runzer |
| 23 października 1949 | CA Banfield – San Lorenzo de Almagro 3:3 Miguel A. Converti, Eliseo Mouriño, Juan J. Pizzuti k - Ángel Zubieta k, Eduardo Reggi, Carlos Gambina                                                        |
| 23 października 1949 | Estudiantes La Plata – CA Platense 4:1 Ezequiel Reynoso, Ernesto Ferreyra (2), Ricardo Infante - Santiago Vernazza                                                                                     |
| 23 października 1949 | CA Huracán – Boca Juniors 0:2 Francisco Campana (2) |
| 23 października 1949 | Newell’s Old Boys – Gimnasia y Esgrima La Plata 1:0 Basilio Mardizza |
| 23 października 1949 | Racing Club de Avellaneda – Independiente 3:0 Juan C. Salvini, Llamil Simes, Norberto Méndez mecz rozegrany został na stadionie klubu Boca Juniors                                                     |
| 23 października 1949 | River Plate – Chacarita Juniors 0:0 |
| 23 października 1949 | CA Tigre – Rosario Central 4:0 Cándido González, Osvaldo Bianco (2), Isaac Scliar |
| 23 października 1949 | CA Vélez Sarsfield – Club Atlético Lanús 4:2 Osvaldo Bottini, Ángel Allegri k, Raúl Nápoli, Osvaldo Zubeldía - Osvaldo Gil, Carlos Lacasia mecz rozegrany został na stadionie klubu Ferro Carril Oeste |

### Kolejka 28
| Data                 | Mecz |
| -------------------- | --- |
| 30 października 1949 | Chacarita Juniors – Newell’s Old Boys 1:2 Humberto De Luca - Elio Montaño, Juan A. Benavídez                                                                            |
| 30 października 1949 | Ferro Carril Oeste – CA Banfield 1:0 Joel Gauna |
| 30 października 1949 | Gimnasia y Esgrima La Plata – CA Tigre 1:2 Pío Corcuera - Isaac Scliar, Luis Cesáreo                                                                                    |
| 30 października 1949 | Independiente – CA Vélez Sarsfield 0:0 |
| 30 października 1949 | Club Atlético Lanús – River Plate 0:2 Juan J. Negri, Emilio Fizel |
| 30 października 1949 | CA Platense – Atlanta Buenos Aires 4:2 Federico Geronis (2), Santiago Vernazza k, Francisco Rodríguez - Héctor Ingunza (2)                                              |
| 30 października 1949 | Rosario Central – Estudiantes La Plata 0:1 Oscar Mansilla s |
| 30 października 1949 | San Lorenzo de Almagro – CA Huracán 0:1 Salinas |
| 30 października 1949 | Boca Juniors – Racing Club de Avellaneda 1:2 Francisco Campana - Norberto Méndez, Rubén Bravo mecz przerwany w 79 minucie przy stanie 1:2, dokończony 23 listopada 1949 |

### Kolejka 29
| Data             | Mecz |
| ---------------- | --- |
| 6 listopada 1949 | Atlanta Buenos Aires – Rosario Central 2:0 Alfredo Runzer, Héctor Ingunza                                                                                                   |
| 6 listopada 1949 | CA Banfield – CA Platense 3:1 Juan J. Pizzuti, Miguel A. Converti, Ernesto Álvarez - Santiago Vernazza                                                                      |
| 6 listopada 1949 | Gimnasia y Esgrima La Plata – Chacarita Juniors 6:0 Pío Corcuera (2), Reinaldo Mourín, Fernando Walter (2)                                                                  |
| 6 listopada 1949 | CA Huracán – Ferro Carril Oeste 0:2 Raúl Barrionuevo (2) |
| 6 listopada 1949 | Newell’s Old Boys – Club Atlético Lanús 4:0 Elio Montaño (2), Basilio Mardizza, Marcelo Ortigüela                                                                           |
| 6 listopada 1949 | Racing Club de Avellaneda – San Lorenzo de Almagro 6:1 Norberto Méndez (3), Llamil Simes (2), Ezra Sued - Oscar Silva mecz rozegrany został na stadionie klubu Boca Juniors |
| 6 listopada 1949 | River Plate – Independiente 2:1 Juan C. Muñoz, Ángel Labruna - Norberto Ferrari                                                                                             |
| 6 listopada 1949 | CA Tigre – Estudiantes La Plata 2:3 Isaac Scliar k, Cándido González - Walter Garcerón, Manuel Pelegrina k, Ricardo Infante                                                 |
| 6 listopada 1949 | CA Vélez Sarsfield – Boca Juniors 1:2 Osvaldo Zubeldía - Marcos Busico (2) mecz rozegrany został na stadionie klubu Ferro Carril Oeste                                      |

### Kolejka 30
| Data              | Mecz |
| ----------------- | --- |
| 13 listopada 1949 | Boca Juniors – River Plate 2:0 Duilio Benítez, Marcos Busico                                                                 |
| 13 listopada 1949 | Chacarita Juniors – CA Tigre 4:2 Andrés de Lorenzo, Enrique Pessarini (3) - Cándido González, Alberto Cardona                |
| 13 listopada 1949 | Estudiantes La Plata – Atlanta Buenos Aires 2:0 Ezequiel Reynoso, Ernesto Ferreyra                                           |
| 13 listopada 1949 | Ferro Carril Oeste – Racing Club de Avellaneda 1:3 Domingo Raele - Alberto I. Rastelli, Llamil Simes, Rubén Bravo            |
| 13 listopada 1949 | Independiente – Newell’s Old Boys 3:1 Juan M. Romay, Camilo Cervino, Oscar Sastre - Basilio Mardizza                         |
| 13 listopada 1949 | Club Atlético Lanús – Gimnasia y Esgrima La Plata 3:3 Norberto Pairoux, Oscar Contreras (2) - Juan S. Oroz, Pío Corcuera (2) |
| 13 listopada 1949 | CA Platense – CA Huracán 4:2 Antonio Baéz (2), Vicente Sayago, Francisco Rodríguez - Trejo, José V. Ayala                    |
| 13 listopada 1949 | Rosario Central – CA Banfield 5:1 Ángel Fleita (2), Alberto De Zorzi, Restituto Brito (2, 2k) - Adolfo Hernández             |
| 13 listopada 1949 | San Lorenzo de Almagro – CA Vélez Sarsfield 0:2 Oscar Huss, Osvaldo Bottini                                                  |

### Kolejka 31
| Data              | Mecz |
| ----------------- | --- |
| 19 listopada 1949 | River Plate – San Lorenzo de Almagro 0:1 Mario Papa |
| 20 listopada 1949 | Racing Club de Avellaneda – CA Platense 2:2 Ezra Sued, Juan C. Salvini - Antonio Báez y Santiago Vernazza mecz rozegrany został na stadionie klubu Boca Juniors |
| 20 listopada 1949 | Chacarita Juniors – Club Atlético Lanús 2:4 Enrique Pessarini, Eduardo Ricagni - Oscar Contreras, Raúl Martínez, Carlos Lacasia, Norberto Pairoux               |
| 20 listopada 1949 | CA Banfield – Estudiantes de La Plata 4:1 Juan J. Pizzuti, Miguel A. Converti, Adolfo Hernández (2) - Ezequiel Reynoso                                          |
| 20 listopada 1949 | Newell’s Old Boys – Boca Juniors 4:0 Juan A. Benavídez (2), Basilio Mardizza, Elio Montaño                                                                      |
| 20 listopada 1949 | Gimnasia y Esgrima La Plata – Independiente 1:2 Juan S. Oroz - Victorio Panasci, Camilo Cervino)                                                                |
| 20 listopada 1949 | CA Tigre – Atlanta Buenos Aires 3:2 José Rico, Osvaldo Bianco, Isaac Scliar k - Alfredo Runzer, Arturo Buján                                                    |
| 20 listopada 1949 | CA Huracán – Rosario Central 1:1 Juan M. Filgueiras - Alberto De Zorzi                                                                                          |
| 20 listopada 1949 | CA Vélez Sarsfield – Ferro Carril Oeste 1:2 Osvaldo Diez s - Joel Gauna, Raúl Barrionuevo mecz rozegrany został na stadionie klubu San Lorenzo de Almagro       |

### Kolejka 32
| Data              | Mecz |
| ----------------- | --- |
| 24 listopada 1949 | Ferro Carril Oeste – River Plate 0:1 Eliseo Prado mecz rozegrany został na stadionie klubu San Lorenzo de Almagro             |
| 26 listopada 1949 | Estudiantes La Plata – CA Huracán 1:0 Manuel Pelegrina                                                                        |
| 26 listopada 1949 | Independiente – Chacarita Juniors 3:2 Ernesto Grillo, Juan M. Romay, Victorio Panasci - Alberto César, Eduardo Ricagni        |
| 26 listopada 1949 | San Lorenzo de Almagro – Newell’s Old Boys 5:1 Mario Papa, Héctor Rial, Luis Viera, Gabriel Uñate (2) - Raúl Contini          |
| 27 listopada 1949 | Atlanta Buenos Aires – CA Banfield 2:0 Héctor Ingunza, Juan C. Carrera                                                        |
| 27 listopada 1949 | Boca Juniors – Gimnasia y Esgrima La Plata 1:2 Marcos Busico k - Salvador Grecco s, Fernando Walter                           |
| 27 listopada 1949 | Club Atlético Lanús – CA Tigre 2:1 27/11/1949 en Lanús: Lanús 2 (Alberto R. Lorenzo s, Norberto Pairoux - Osvaldo Bianco      |
| 27 listopada 1949 | CA Platense – CA Vélez Sarsfield 3:0 Santiago Vernazza, Francisco Rodríguez (2)                                               |
| 27 listopada 1949 | Rosario Central – Racing Club de Avellaneda 4:1 Alejandro Mur, Antonio Vilariño, Waldino Aguirre, Ángel Fleita - Llamil Simes |

### Kolejka 33
| Data           | Mecz |
| -------------- | --- |
| 2 grudnia 1949 | Racing Club de Avellaneda – Estudiantes La Plata 1:2 Higinio García k - Héctor Antonio, Ernesto Ferreyra mecz rozegrany został na stadionie klubu San Lorenzo de Almagro                                           |
| 3 grudnia 1949 | Gimnasia y Esgrima La Plata – San Lorenzo de Almagro 2:3 Fernando Walter, Orlando González s - Gabriel Uñate, Oscar Silva, Mario Papa                                                                              |
| 3 grudnia 1949 | Newell’s Old Boys – Ferro Carril Oeste 1:0 Raúl Contini |
| 4 grudnia 1949 | Chacarita Juniors – Boca Juniors 1:0 Enrique Pessarini |
| 4 grudnia 1949 | CA Huracán – Atlanta Buenos Aires 2:1 José Vigo, Trejo - Alfredo Runzer |
| 4 grudnia 1949 | Club Atlético Lanús – Independiente 4:4 Norberto Pairoux, Carlos Lacasia, Oscar Contreras (2) - Juan M. Romay (3), Ernesto Grillo                                                                                  |
| 4 grudnia 1949 | River Plate – CA Platense 2:2 Ángel Labruna (2) - Federico Geronis, Vicente Sayago |
| 4 grudnia 1949 | CA Tigre – CA Banfield 3:1 José Rico, Alberto Cardona, Juan C. Agotegaray - Juan J. Pizzuti |
| 4 grudnia 1949 | CA Vélez Sarsfield – Rosario Central 2:2 04/12/1949 en Caballito: Vélez Sarsfield 2 (Ángel Allegri k, Víctor Salcedo - Antonio Vilariño, Alejandro Mur mecz rozegrany został na stadionie klubu Ferro Carril Oeste |

### Kolejka 34
| Data           | Mecz |
| -------------- | --- |
| 6 grudnia 1949 | San Lorenzo de Almagro – Chacarita Juniors 3:1 Ángel Zubieta k, Oscar Silva, Eduardo Reggi - Enrique Pessarini                                     |
| 7 grudnia 1949 | Estudiantes La Plata – CA Vélez Sarsfield 0:1 Ángel Allegri                                                                                        |
| 7 grudnia 1949 | Rosario Central – River Plate 2:1 Waldino Aguirre, Alberto De Zorzi - Ángel Labruna                                                                |
| 8 grudnia 1949 | Atlanta Buenos Aires – Racing Club de Avellaneda 0:2 Llamil Simes, Norberto Méndez mecz rozegrany został na stadionie klubu San Lorenzo de Almagro |
| 8 grudnia 1949 | CA Banfield – CA Huracán 0:1 Trejo |
| 8 grudnia 1949 | Boca Juniors – Club Atlético Lanús 5:1 Joaquín Martínez, Francisco Campana (2), Emilio Espinoza, Juan J. Ferraro - Víctor Camaño                   |
| 8 grudnia 1949 | Ferro Carril Oeste – Gimnasia y Esgrima La Plata 1:1 Rafael López - Jaime Sarlanga                                                                 |
| 8 grudnia 1949 | Independiente – CA Tigre 2:2 Ernesto Grillo, Camilo Cervino - Cándido González, Luis Cesáreo                                                       |
| 8 grudnia 1949 | CA Platense – Newell’s Old Boys 4:1 Santiago Vernazza, Antonio Báez, Federico Geronis (2) - Víctor Gallardo s                                      |

### Końcowa tabela sezonu 1949
| Poz | Klub                        | Mecze | Zw | Rem | Por | Pkt | BrZd | BrStr |
| --- | --------------------------- | ----- | -- | --- | --- | --- | ---- | ----- |
| 1   | Racing Club de Avellaneda   | 34    | 21 | 7   | 6   | 49  | 87   | 47    |
| 2   | River Plate                 | 34    | 18 | 7   | 9   | 43  | 71   | 36    |
| 3   | CA Platense                 | 34    | 16 | 11  | 7   | 43  | 68   | 48    |
| 4   | San Lorenzo de Almagro      | 34    | 17 | 8   | 9   | 42  | 72   | 62    |
| 5   | Newell’s Old Boys           | 34    | 15 | 11  | 8   | 41  | 61   | 50    |
| 6   | Estudiantes La Plata        | 34    | 13 | 12  | 9   | 38  | 53   | 54    |
| 7   | CA Vélez Sarsfield          | 34    | 15 | 5   | 14  | 35  | 49   | 52    |
| 8   | Chacarita Juniors           | 34    | 14 | 5   | 15  | 33  | 57   | 61    |
| 9   | Independiente               | 34    | 12 | 9   | 13  | 33  | 65   | 72    |
| 10  | CA Banfield                 | 34    | 11 | 10  | 13  | 32  | 70   | 77    |
| 11  | Gimnasia y Esgrima La Plata | 34    | 11 | 8   | 15  | 30  | 54   | 58    |
| 12  | Rosario Central             | 34    | 12 | 5   | 17  | 29  | 62   | 67    |
| 13  | Ferro Carril Oeste          | 34    | 10 | 9   | 15  | 29  | 47   | 59    |
| 14  | Atlanta Buenos Aires        | 34    | 14 | 1   | 19  | 29  | 48   | 64    |
| 15  | Boca Juniors                | 34    | 10 | 7   | 17  | 27  | 52   | 58    |
| 16  | CA Tigre                    | 34    | 9  | 9   | 16  | 27  | 52   | 68    |
| 17  | CA Huracán                  | 34    | 9  | 8   | 17  | 26  | 47   | 57    |
| 18  | Club Atlético Lanús         | 34    | 9  | 8   | 17  | 26  | 59   | 84    |

Ze względu na jednakową liczbę zdobytych punktów, konieczne było rozegranie meczów barażowych o tytuł wicemistrza Argentyny w roku 1949.
| Mecze |
| --- |
| CA Platense – River Plate 1:2 ? – Ángel Labruna, Roberto Coll mecz rozegrany został na stadionie klubu San Lorenzo de Almagro                |
| River Plate – CA Platense 4:0 Félix Loustau (2), Emilio Fizel, Ángel Labruna mecz rozegrany został na stadionie klubu San Lorenzo de Almagro |

Ponieważ dwa ostatnie kluby uzyskały identyczną liczbę punktów, rozegrano mecze barażowe o miejsce 17-ste, chroniące przed spadkiem do drugiej ligi.
| Mecze                                                                                                |
| --- |
| CA Huracán – Club Atlético Lanús 1:0 mecz rozegrany został na stadionie klubu San Lorenzo de Almagro |
| Club Atlético Lanús – CA Huracán 4:1 mecz rozegrany został na stadionie klubu Independiente          |
| CA Huracán – Club Atlético Lanús 3:3 mecz rozegrany został na stadionie klubu San Lorenzo de Almagro |
| Club Atlético Lanús – CA Huracán 2:3 mecz rozegrany został na stadionie klubu River Plate            |

Ponieważ liczyły się tylko punkty, po pierwszych dwóch meczach był remis i konieczne było rozgrywanie kolejnych spotkań do momentu, gdy jeden z zespołów uzyska przewagę punktową.

### Klasyfikacja strzelców bramek 1949
| Gole | Piłkarz           | Klub                                        |
| ---- | ----------------- | ------------------------------------------- |
| 26   | Juan Pizzuti      | CA Banfield                                 |
| 26   | Llamil Simes      | Racing Club de Avellaneda                   |
| 20   | Isaac Scliar      | CA Vélez Sarsfield, Boca Juniors i CA Tigre |
| 20   | Santiago Vernazza | CA Platense                                 |
| 19   | Alfredo Runzer    | Atlanta Buenos Aires                        |